# Zorzines ampla
Zorzines ampla là một loài bướm đêm trong họ Noctuidae.